# Art asturien
Pour situer l'art asturien il suffit de prendre deux références, l'une spatiale (la péninsule ibérique adjacente à la mer cantabrique, libérée de l'occupation musulmane) et l'autre temporelle (de la fin du VIIIe siècle jusqu'au début du Xe siècle).
Mais si on veut le définir un peu plus, on doit exposer certaines de ses caractéristiques, comme :
- le désir de rappeler les gloires du royaume wisigoth de Tolède, dont les rois des Asturies se considéraient les héritiers ;
- la relation intime avec le pouvoir royal : on a aussi appelé cet art « l'art de la monarchie asturienne » ;
- la prédominance de l'architecture, fondamentalement voûtée, sur les autres arts.

## L'orfèvrerie asturienne
L'orfèvrerie qui nous est parvenue, toujours à caractère religieux, nous offre le panorama authentique de cet art splendide.
La Croix de Los Angeles, qu'Alphonse II le Chaste (791-835) a offerte en l’an 808 à la cathédrale d'Oviedo, porte une inscription menaçante : « quiconque oserait me l'enlever d'où ma libre volonté d’en faire don, qu’il soit foudroyé par un rayon divin ». C'est un reliquaire sous forme de croix grecque, qui rappelle les prototypes hispano-gothiques ou carolingiens, avec un disque dans le centre ; l'âme de bois est plaquée d'or, rehaussé de cabochons et de camées antiques.
Plus grande, élégante et somptueuse est la Croix de la Victoire, faite par le roi Alphonse III le Grand (866-910), en l’an 908. De structure semblable à la précédente, elle s'en distingue par l'emploi d'émaux. Cette technique (d'origine byzantine à travers des influences mozarabes), a été postérieurement utilisée pour le Coffret aux Agates, du roi Fruela II en l’an 910 et offert à la Cathédrale d'Oviedo. Il s'agit d'un coffret en bois, avec des onyx, des émaux rouges et bleus et des pierres précieuses, qui forment des représentations abstraites évoquant un luxe barbare qui se rattache à la tradition wisigothe, encore plus directement que l'architecture. 
Un autre Coffret, celui de la cathédrale d'Astorga utilise aussi cette technique et les motifs de la Croix de la Victoire, bien qu'on ait préféré à cette occasion l'argent doré, avec des représentations d'anges, l'Agneau divin, et le Tétramorphe, entre des motifs végétaux.

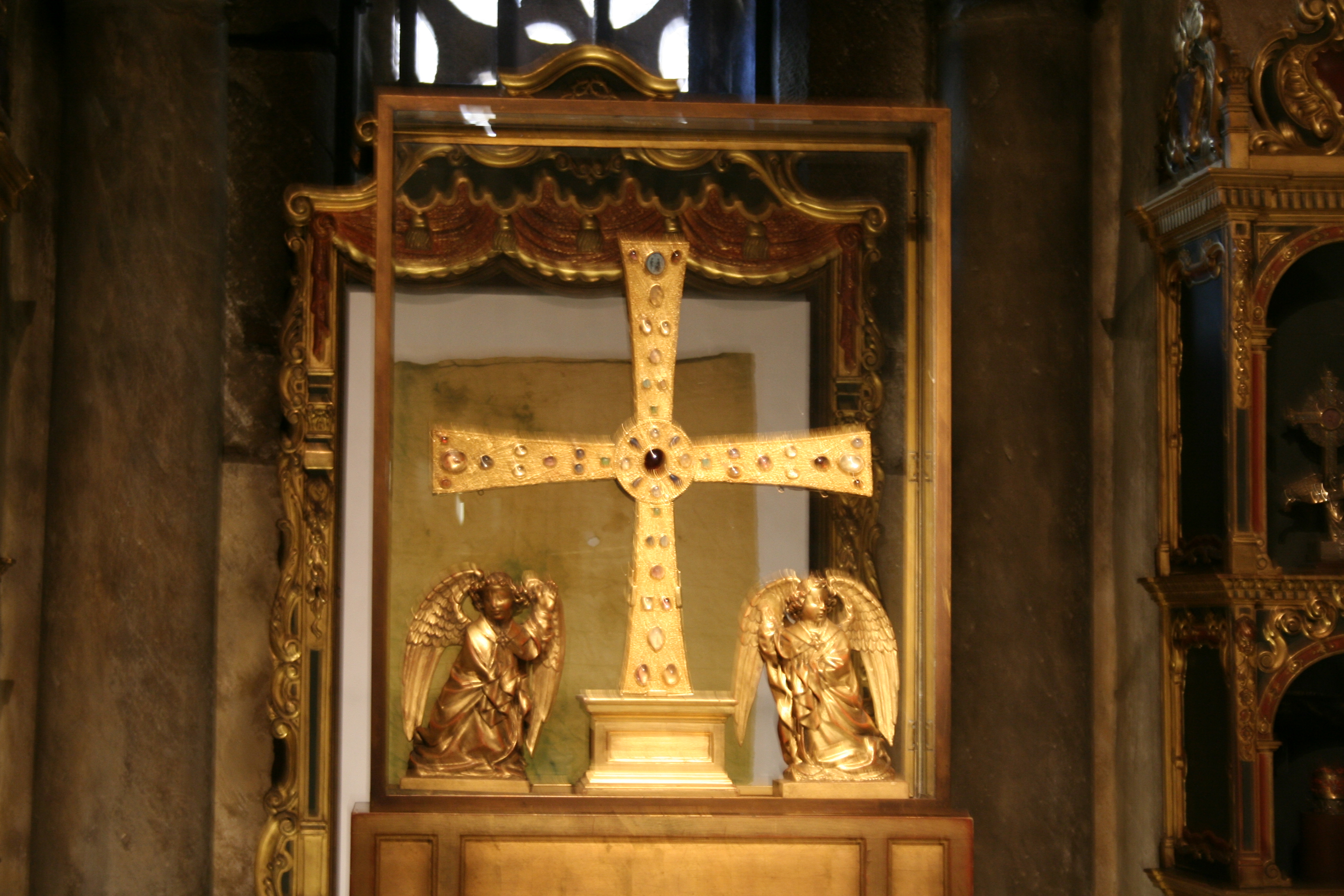
Croix des Anges
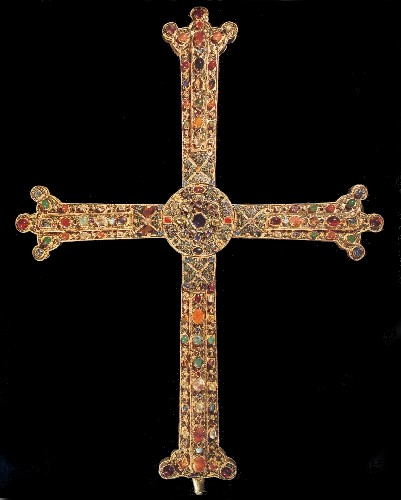
Croix de la Victoire
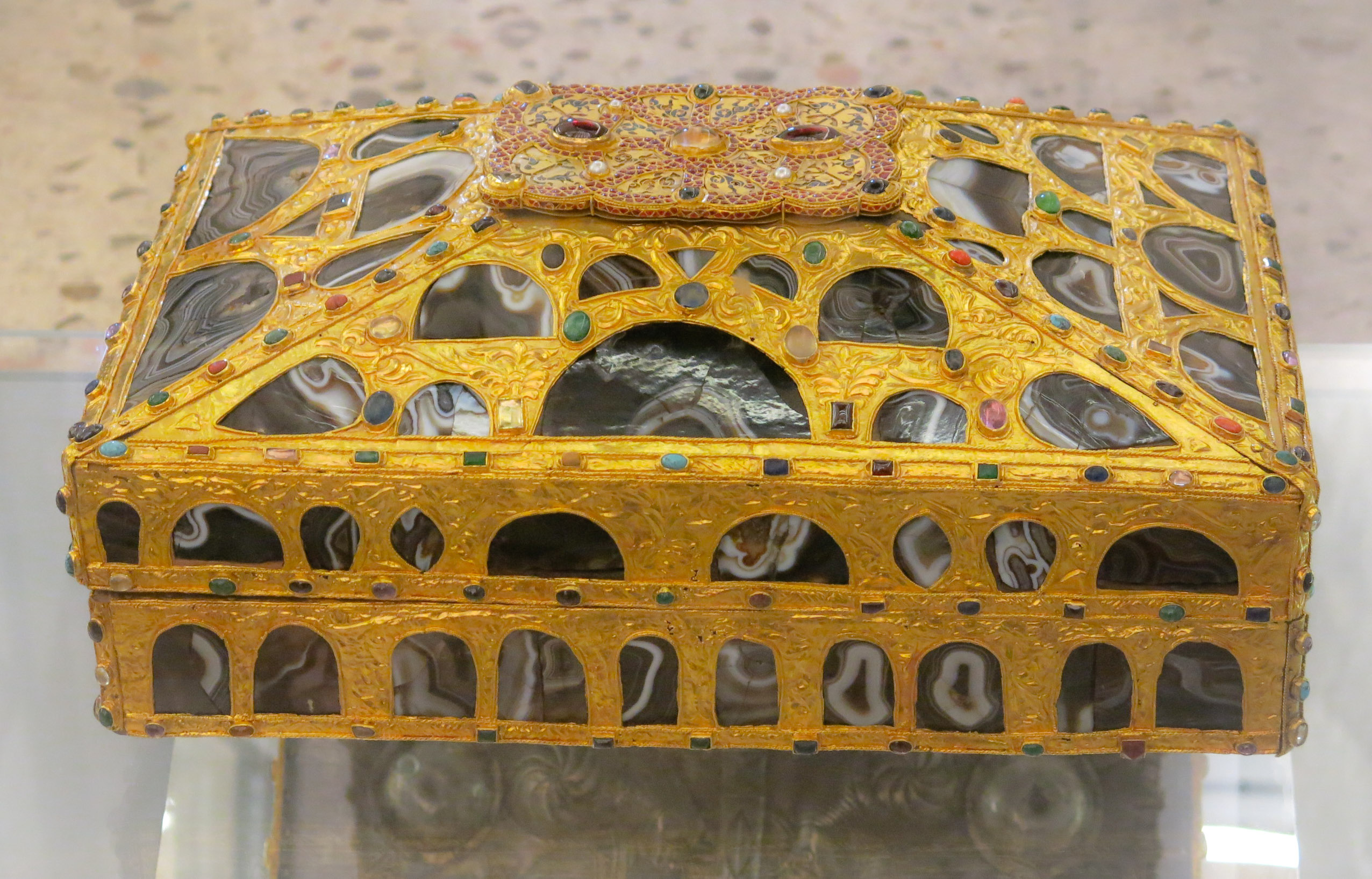
Coffret aux Agates d'Oviedo

Voir Le trésor de la Càmara Santa.

## L'architecture religieuse

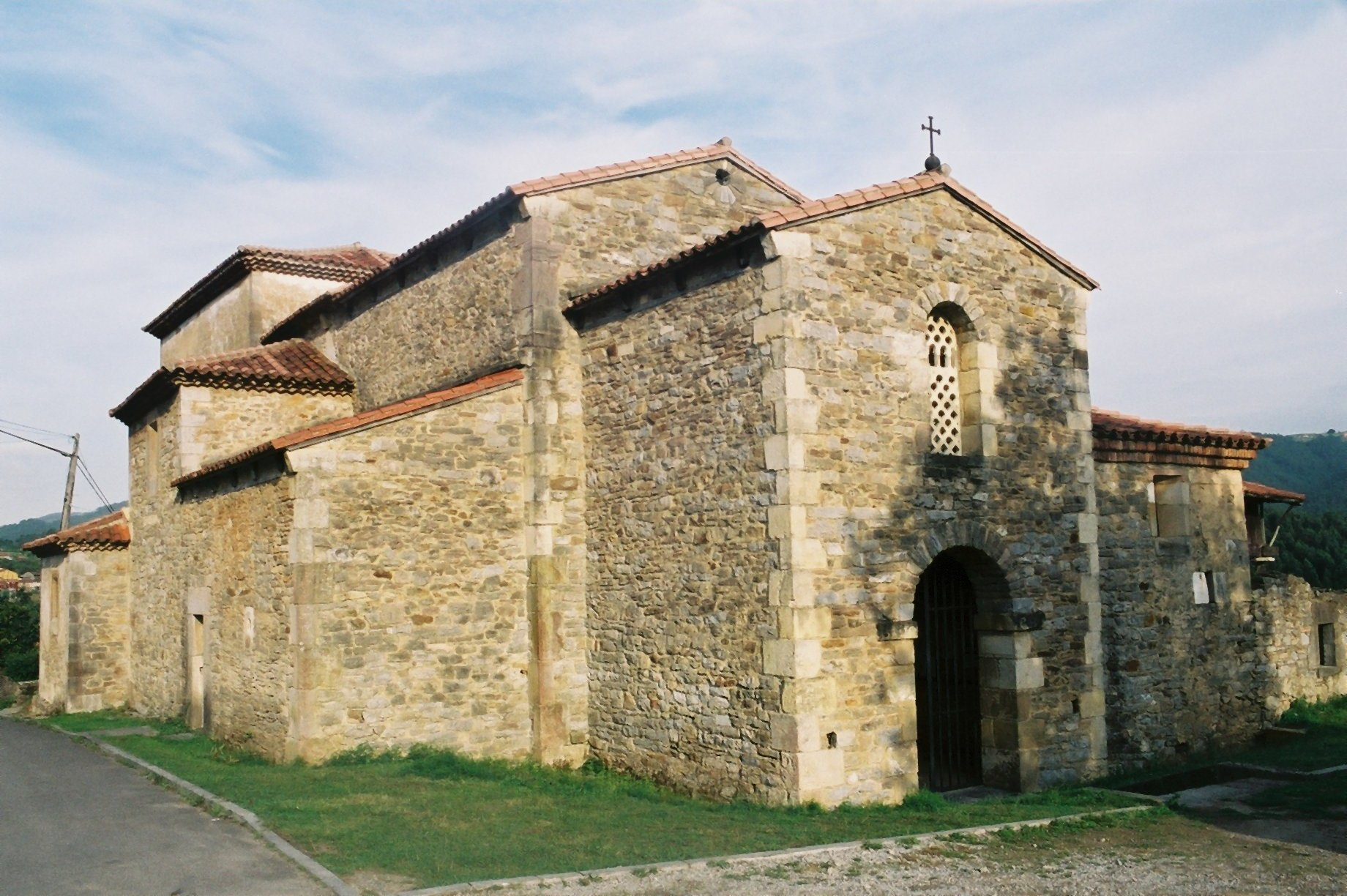
Santianes de Pravia

Dans l'architecture on souligne les points suivants : 
- les pierres de taille, la maçonnerie et la brique dans les parois, réservant les pierres de taille pour les coins et les éléments de renforcement.
- l'arc en demi-point, cintré ou non, et la toiture en arrondi, renforcée au moyen d'arcs.
- la paroi composée, arcatures aveugles à l'intérieur et en étrier ou butées à l'extérieur.
- la décoration intérieure avec des fresques aux thématiques diverses.
- les bases décorées, les bois sculptés et les chapiteaux enrichis, tout cela pour rehausser les colonnes.
- dans les bâtiments religieux et de manière prédominante, le plan basilical à trois nefs (séparées par des arcatures sur les piliers) et tête tripartite, avec des absides de plans rectangulaire, la centrale étant la plus vaste.
- dans la partie supérieure de l'abside centrale, un espace ouvert à l'extérieur par une fenêtre sans communication interne, dont la fonction n'a pas pu être définie, bien qu'elle puisse être une simple ressource plastique pour maintenir l'harmonie des volumes extérieurs de l’église.

On distingue trois périodes :
- La période pre-Ramiro (791-835)
- La période de Ramiro (842-850)
- La période post-Ramiro (850-910)

### La période Pré-Ramirense
On se réfère ici à la période comprise entre 791 et 835, correspondant au règne Alphonse II le Chaste qui essaya d'imiter le royaume wisigoth de Tolède, depuis sa capitale d'Oviedo. Ce roi construisit la Cámara Santa, seul reste de l'enceinte palatiale. C’est un petit bâtiment en deux parties : la première, voûtée, est destinée à garder des reliques, et la seconds, l'oratoire, a été modifiée à l’époque romane, quand on a ajouté la voûte.

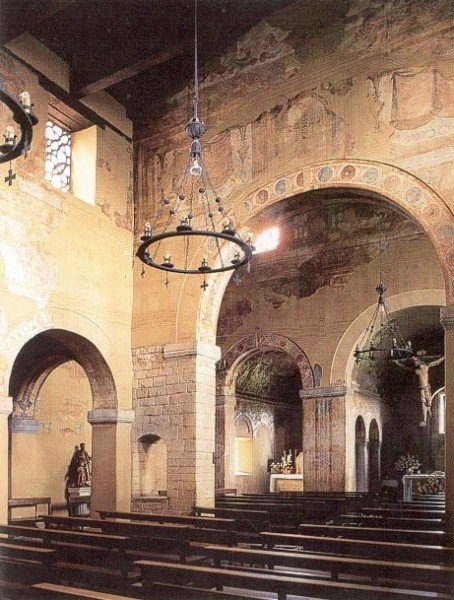
San Julián de los Prados, la nef et les fresques

Il a aussi fait construire près de la capitale, l'église San Julián de los Prados, ou el Santullano, église qui présente clairement définis les caractères propres de ce style : 
- Elle est de plan basilical, à trois nefs séparées par des piliers carrés soutenant des arcs en demi-point. Elle présente un transept d'une hauteur remarquable, et le jubé, qui sépare la partie réservée au clergé du reste de l’église, peut rappeler l'organisation d'un arc de triomphe.
- Il se détache de cette église une magnificence et une originalité qui s’écartent des modèles wisigoths. Mais sans doute, ce qui attire le plus, c’est le décor pictural : des fresques dans trois corps superposés, avec décoration architectonique qui marque une claire influence romaine.
- Il s'agirait plutôt d'une église monastique et non palatiale, bien qu'on réserve pour le roi une tribune dans le transept.

Appartiennent aussi à cette période les églises de San Tirso et de Santa María de Bendones.

### La période de Ramiro
Avec Ramiro Ier (842-850), l'art asturien atteint son apogée, malgré la brièveté de ce règne. Les constructions représentant le mieux cette période sont celles du Monte Naranco.
L’église de Santa María del Naranco, est considérée comme la salle du trône ou l’Aule Regia du roi Ramiro (bien que l'absence d'une abside pour placer le trône complique cette utilisation). C’était sa résidence suburbaine, et comme telle, elle fut restaurée, à partir de sa réutilisation comme église rurale, après le transfert de la capitale du royaume à León, en 913.
- L'étage inférieur est une salle couverte, sans fenêtres, divisée en trois : la pièce centrale pour la garde et les servitudes, la seconde comme chapelle royale privée, et la troisième pour les bains.
- L'étage supérieur, auquel on accède par des escaliers extérieurs, est un grand salon rectangulaire, ouvert à ses extrémités par une triple arcade. La décoration est d'influence nettement nordique ou germanique, avec des arcs très cintrés et des moulures taillées en imitant des œuvres de bois ou d’orfèvrerie.

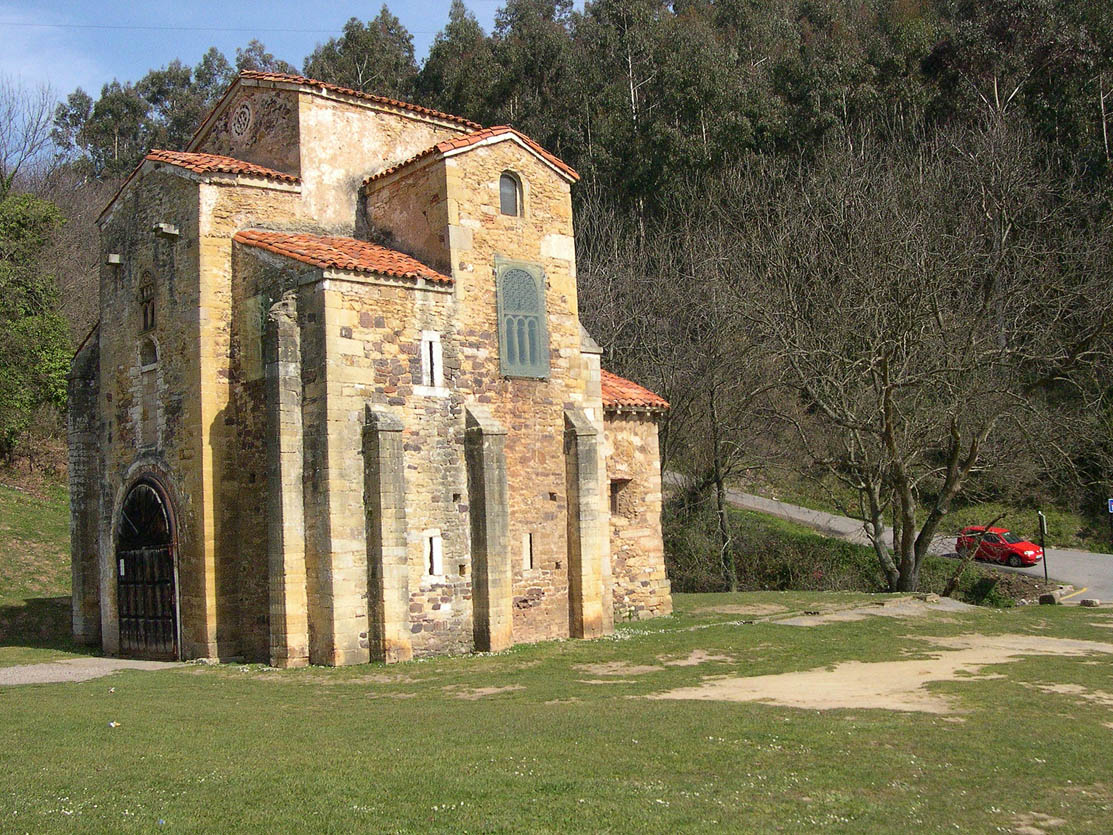
San Miguel de Lillo

L’église San Miguel de Lillo, était l'église palatiale de Ramiro Ier, comme en témoigne sa décoration sculptée. Elle conservait un morceau de la Sainte Croix, la relique la plus sacrée de l'ancien trésor wisigoth. 
- Ses caractéristiques principales sont les parties voûtées, la légèreté des supports et la tribune destinée au monarque.
- Elle possédait trois nefs, mais on conserve seulement le porche avec deux espaces et le premier tronçon des nefs.
- On doit souligner les jambages des portes, qui incluent probablement une représentation du monarque lui-même, et dont le décor annonce la période romane.

L’église Santa Cristina de Lena, peut-être d'origine wisigothe, fut réformée par Ramiro Ier. Sa caractéristique principale est son jubé, formée par trois arcs de pierre reposant sur quatre colonnes de marbre, avec des éléments wisigoths, qui séparait le presbytère de la nef principale.
Les caractéristiques des constructions que l’on vient d'énumérer font que quelques auteurs parlent de "préroman" ou de "proto-roman" ; mais bien que les formes et solutions architecturales paraissent le confirmer, il semble que ce qui est authentiquement roman en Espagne a puisé à des sources différentes.

### La période Post-Ramirense
On inclut ici la période du règne d’Alphonse III le Grand, (866–910) qui a connu des influences directes de la période wisigothe, étant donné le contact avec les constructions antérieures, dû à l'avance chrétienne et au repli musulman. Certains auteurs parlent pourtant d’une stagnation ou d'un isolement de l'art asturien.

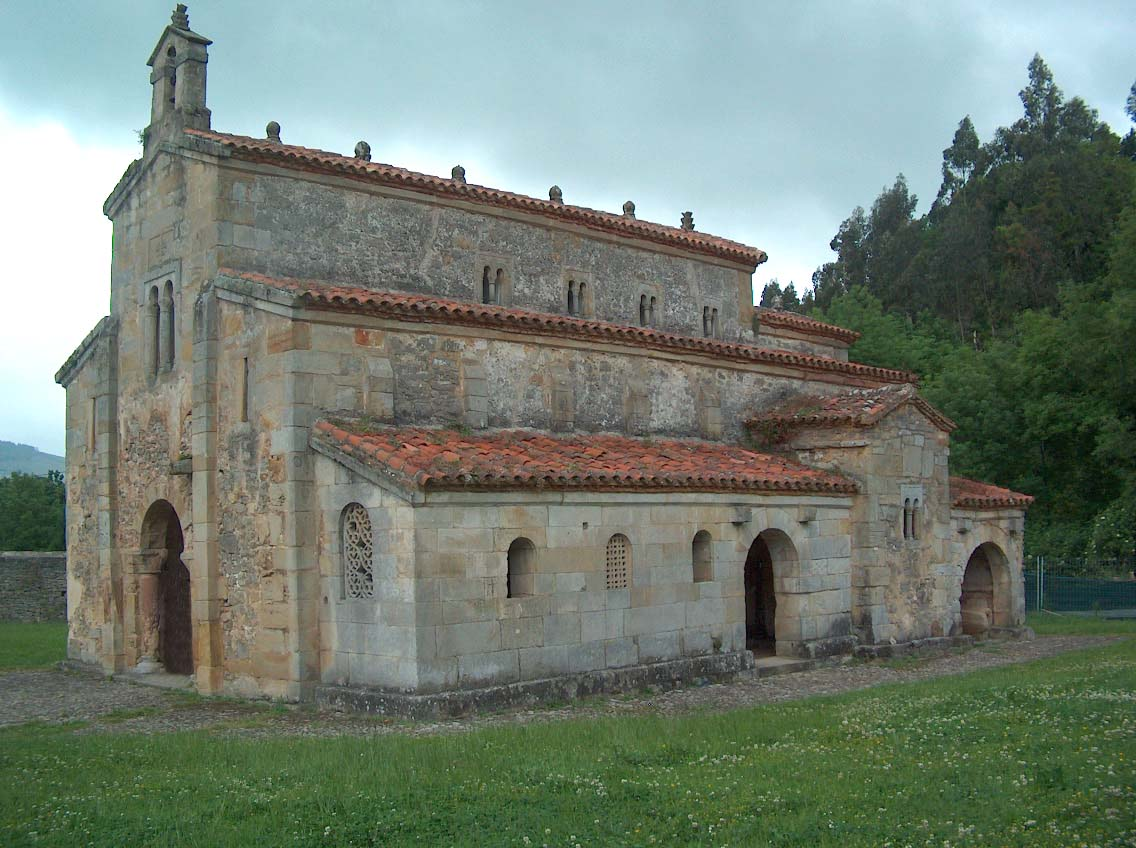
San Salvador de Valdediós

L'église San Salvador de Valdediós est une église à trois nefs, à triple toiture, avec des chapelles voûtées au-dessus des absides rectangulaires et un porche latéral ajouté postérieurement, ce qui est devenu une constante dans l'architecture hispanique. Dans les fenêtres à claustras, on remarque des dessins rappelant ceux des chaînes des couronnes du trésor de Guarrazar.
L’église de San Adriano du Tuñón (es) possédait une structure à trois nefs, séparées par des piliers, porche tripartite et des chapelles dans les extrémités des nefs latérales. Cette église est celle qui s’écarte plus des traditions de l'art asturien classique.
Appartiennent aussi à cette période les églises de San Salvador Priesca, de Santiago de Gobiendes et de San Pedro de Nora.